# Tseten Wangchuk
Tseten Wangchuk aussi Tseten Wangchuk Sharlho tibétain : ཚེ་བརྟན་དབང་ཕྱུག་ཤར་ལྷོ, Wylie : tshe brtan dbang phyug shar lho, né en  1961 à Lhassa au Tibet, est un spécialiste de la politique sino-tibétaines, spécialisé dans l'analyse institutionnelle et le processus politique au Tibet. Il vit actuellement à Washington.

## Biographie
Tseten Wangchuk est né à Lhassa au Tibet où il débuta ses études. 
En 1983, il obtient un BA en histoire du Tibet et langue tibétaine à l'Institut central des nationalités à Pékin en Chine. En 1992, il obtient un MA en Affaires internationales, à la School of International and Public Affairs, Columbia University (en). 
De 1983 à 1986, il  est chercheur à l'Académie chinoise des sciences sociales. Il co-fonda et du Tibet Forum, un journal en chinois, dont il fut le co-rédacteur en chef de 1988 et 1993. De 1990 à 1992, il est chercheur, traducteur de documents de recherche chinois et tibétains, et instructeur de langue tibétaine à l'université Columbia. Depuis 1993, il est rédacteur en chef et producteur exécutif du service tibétain de la télévision Voice of America.

## Prix
- 1996, Prix d'excellence en radiodiffusion, Voice of America, division Asie de l'Est / Pacifique pour "La révolution culturelle au Tibet", une série de diffusion de radio en six parties.
- 1986, Prix spécial pour sa contribution importante à la recherche sur Gesar de Ling, présenté conjointement par le ministère de la Culture, de l'Académie chinoise des sciences sociales, le ministère des nationalités, et la Société de recherche Folktale de la Chine.

## Publication
- (avec Tashi Rabgey), Sino-Tibetan Dialogue in the Post-Mao Era: Lessons and Prospects,  East-West Center, 2004,  (ISBN 1932728228 et 9781932728224)
- “China's Reforms in Tibet: Issues and Dilemmas.” In Journal of Contemporary China 1992.